# Wälzkolbenpumpe

1,3: Drehkolben
2: Gehäuse
a: ansaugen
b: einschließen
c: ausstoßen

Wälzkolbenpumpe, auch Rootspumpe, ist die Bezeichnung für Roots-Gebläse in der Vakuumtechnik. Sie ist eine Drehkolbenpumpe, die mit zwei symmetrischen, gegenläufig rotierenden Drehkolben eine Druckdifferenz in einem Druckbereich von 101 bis 10−3 mbar erzeugt und nach dem Prinzip der Rotationsverdrängung arbeitet. 
Jeder der beiden Kolben hat den Umriss einer Acht und beide laufen in einem Gehäuse bei hoher Drehzahl aneinander ab, ohne sich oder die Gehäusewand zu berühren. Der Abstand zwischen den Kolben beträgt etwa 0,1 mm. Bei hohen Drehzahlen erreicht man trotz der Verluste an den Spalten (Leitwert gering) ein hohes Saugvermögen. Die Drehzahl ist begrenzt durch die auf den Kolbenwerkstoff wirkenden Fliehkräfte. Der Schöpfraum ist sichelförmig. 
Bedingt durch den Druckunterschied, dem Strömungswiderstand und den unterschiedlichen Temperaturkoeffizienten zwischen Kolben und Gehäuse, benötigt die Wälzkolbenpumpe selbst eine Vorpumpe. Sie muss verspannungsfrei und möglichst waagerecht montiert werden.
Der Vorteil dieser Pumpe ist, dass keine Schmierung im Schöpfraum vorhanden ist. Dies ist eine wichtige Voraussetzung bei Vorpumpen für UHV-Anlagen. 

## Pumpablauf
Der Ablauf des Pumpvorgangs kann in vier Phasen eingeteilt werden: Bei Phase I dringt das Gas in das dem Rezipienten zugewandten Volumen ein. Während der Phase II wird das Volumen stetig vergrößert, bis in Phase III ein sichelförmiger Schöpfraum von der Gaseinlassseite abgetrennt wird. In Phase IV erlangt das Gas auf der Ausstoßseite einen Zugang zu dem Schöpfraum. Das Gas darin wird vom einströmenden Gas verdichtet und bei der weiteren Kolbenbewegung ausgestoßen. 